# Huang Xiangdong
Huang Xiangdong (黄向东S, Huang XiangdongP; Dalian, 22 marzo 1958) è un ex calciatore cinese, di ruolo attaccante.

## Carriera

### Club
Giocò per tutta la carriera nel campionato cinese.

### Nazionale
Ha rappresentato la nazionale cinese alla Coppa d'Asia nel 1980.

## Palmarès

### Club

#### Competizioni nazionali
- Campionato cinese: 1

Bayi: 1986